# Prisbit
Parsbit, Barsbek, Парсбит (Itil, ... – 737) fu una sovrana khazara.
Secondo fonti armene (Lewond), Parsbit è detta anche "la madre del gran khan".
Che fosse reggente per conto di un monarca infantile (improbabile, poiché nello stesso periodo Barjik è chiamato "il figlio del gran khan" o per conto di uno incompetente (ancora più improbabile, poiché i Khazari durante questo periodo praticavano il regicidio rituale qualora l'abilità di un monarca a governare è compromessa), o se fosse stata lei a decidere da sola non è chiaro. Quel che è certo è che Parsbit (chiamata anche Barsbek in alcune fonti) esercitava un enorme potere, e comandava persino grandi eserciti (come la forza di spedizione guidata contro l'Armenia da Tar'mach nel 736).